# The Ring (журнал)
The Ring (с англ. — «Ринг») — ежемесячный журнал, посвящённый боксу, был основан в 1922 году в США. 

## История
Первым редактором журнала был член Зала славы бокса Нэт Флэйшнер, он концентрировал внимание на скандалах в мире бокса, помогал молодым талантам приобрести известность, на обложках журнала были самые значимые бои того времени. Дэн Дэниэл был сооснователем журнала, а также плодотворным автором большую часть времени существования «Ринга».
В 1977 году выходят три иностранные версии журнала: на японском, испанском и французском языках. В 1989 году журнал «Ринг» был близок к банкротству, поэтому он практически не выпускался в том году. Регулярные выпуски возобновились в 1990 году. На обложке журнала в разные годы появлялись такие боксёры как: Эндрю Голота, Джек Демпси, Джо Луис, Рэй Робинсон, Джейк Ламотта, Рокки Марчиано, Уилли Пэп, Мохаммед Али, Роберто Дуран, Ларри Холмс, Марвин Хаглер, Рэй Леонард, Майк Тайсон, Эвандер Холифилд, Томас Хирнс, Рой Джонс, Бернард Хопкинс, Хулио Сесар Чавес, Феликс Тринидад, Мэнни Пакьяо, Оскар Де Ла Хойя, Джеймс Тони и многие другие. Единственной спортсменкой-боксёром на обложке за всё время существования журнала была Кэти Дэвис.
В 2006 году права на издание журнала выкупила компания Sports and Entertainment Publications, которой управляют закрытая группа инвесторов во главе с Оскаром Де Ла Хойя. Вместе с Рингом были приобретены журналы: KO, World Boxing и Pro Wrestling Illustrated. Рейтинги боксёров в этих журналов рассматривались некоторыми телеканалами, например ESPN, как официальные. Многие указывали на конфликт интересов, так как фактически журналами владеет промоутер Де Ла Хойя.
В ноябре 2024 года Турки Аль аш-Шейх за 10 миллионов долларов выкупил журнал, на момент покупки не выходило в печатном варианте на протяжении двух лет.

## Титул чемпиона мира по версии журнала «Ринг»
Журнал «Ринг» имеет свой собственный титул чемпиона мира, он появился в 1922 году. Первый пояс чемпиона мира по версии журнала Ринг был вручён Джеку Демпси. С 1990-х по 2002-й год титул не вручался. Есть только два способа получить пояс чемпиона по версии журнала Ринг:
1. Победить действующего чемпиона.
2. Выиграть поединок между первым и вторым номерами рейтинга журнала (иногда между первым и третьим номерами рейтинга).

### Действующие чемпионы мира по версии журнала «Ринг»
| Весовая категория       | Чемпион         | Дата завоевания |
| ----------------------- | --------------- | --------------- |
| Тяжёлый вес             | Александр Усик  | 20 августа 2022 |
| Первый тяжёлый вес      | Джей Опетая     | 2 июля 2022     |
| Полутяжёлый вес         | Дмитрий Бивол   | 22 февраля 2025 |
| Второй средний вес      | Сауль Альварес  | 19 декабря 2020 |
| Средний вес             | вакантно        |                 |
| Первый средний вес      | вакантно        |                 |
| Полусредний вес         | Джаррон Эннис   | 13 апреля 2025  |
| Первый полусредний вес  | Теофимо Лопес   | 10 июля 2023    |
| Лёгкий вес              | вакантно        |                 |
| Второй полулёгкий вес   | вакантно        |                 |
| Полулёгкий вес          | вакантно        |                 |
| Второй легчайший вес    | Наоя Иноуэ      | 26 декабря 2023 |
| Легчайший вес           | вакантно        |                 |
| Второй наилегчайший вес | Джесси Родригес | 29 июня 2024    |
| Наилегчайший вес        | вакантно        |                 |
| Первый наилегчайший вес | вакантно        |                 |
| Минимальный вес         | Оскар Колласо   | 16 ноября 2024  |

## Категории наград
- Боксёр года по версии журнала «Ринг»
- Боксёр десятилетия по версии журнала «Ринг»
- Бой года по версии журнала «Ринг»
- Возвращение года по версии журнала «Ринг»
- Проспект года по версии журнала «The Ring»
- Событие года по версии журнала «Ринг»
- Нокаут года по версии журнала «Ринг»
- Раунд года по версии журнала «Ринг»
- Апсет года по версии журнала «Ринг»